# Сускрайовиці
Сускрайовиці (пол. Suskrajowice) — село в Польщі, у гміні Хмельник Келецького повіту Свентокшиського воєводства.
Населення — 141 особа (2011).
У 1975-1998 роках село належало до Келецького воєводства.

## Демографія
Демографічна структура на день 31 березня 2011 року:
|          | Загалом | Допрацездатний вік | Працездатний вік | Постпрацездатний вік |
| -------- | ------- | ------------------ | ---------------- | -------------------- |
| Чоловіки | 79      | 18                 | 53               | 8                    |
| Жінки    | 62      | 8                  | 35               | 19                   |
| Разом    | 141     | 26                 | 88               | 27                   |